# Dysdera chioensis
Dysdera chioensis là một loài nhện trong họ Dysderidae.
Loài này thuộc chi Dysdera. Dysdera chioensis được Jörg Wunderlich miêu tả năm 1992.